# Daoulatabad
Daoulatabad est une ville de 12 400 habitants, située au nord-ouest de la province de Balkh, en Afghanistan. Située à 298 m au-dessus de la mer, la ville est la capitale du district du même nom, dont la population y dépasse les 94 000 personnes.